# Covello
Covello es un pequeño paraje rural del Partido de Tapalqué, en la Provincia de Buenos Aires, Argentina.

## Ubicación
Se encuentra a 40 km al NE de la ciudad de Tapalqué por un camino rural que se desprende desde la RP 50.

## Población
Durante los censos nacionales del INDEC de 2001 y 2010 fue considerada como población rural dispersa.